# Nurmi
Nurmi er et finsk efternavn.
Kendte personer med dette efternavn omfatter:
- Maila Nurmi (1921–2008), amerikansk smykkedesigner
- Paavo Nurmi (1897–1973), finsk mellem- og langdistanceløber